# Talkman
Talkman è un programma sviluppato dalla Sony Computer Entertainment per la console di gioco PlayStation Portable. Si tratta di un software di traduzione che si attiva vocalmente ed opera in quattro lingue: giapponese, inglese, coreano e cinese. Il nome "Talkman" è un riferimento ai walkman, linea di lettori audio portatili della Sony.
Progettato per coloro che viaggiano e per l'intrattenimento, contiene per lo più termini gergali ed espressioni utili quando si è in viaggio.

## Diffusione
Nonostante sia stato progettato per essere venduto in Giappone, la sua funzione di traduzione opera in tutte e quattro le lingue. In Giappone, il software è diventato popolare tra le donne di mezza età grazie a un interesse nei prodotti coreani, e come un aiuto per insegnare, divertendosi, l'inglese ai bambini.
Il prodotto è arrivato anche ad Hong Kong, tradotto in cinese tradizionale. Tuttavia, non sembra che la Sony abbia intenzione di produrne altri per il mercato di Hong Kong.

## Caratteristiche
Oltre alla pura traduzione, Talkman permette ai giocatori di mettere alla prova la loro padronanza di una lingua. Il programma viene distribuito con un microfono USB incluso, alimentato tramite due contatti dorati sulla parte superiore della PSP.

## Talkman Euro
Dopo il successo della versione asiatica di Talkman, è stata pubblicata una versione per tradurre le lingue europee dal titolo Talkman Euro, disponibile in due versioni. La versione giapponese contiene il supporto per le lingue inglese, italiano, spagnolo, tedesco, francese e giapponese, mentre la versione cinese contiene il supporto per il cinese tradizionale al posto del giapponese.